# Wilhelm Simshäuser
Wilhelm Simshäuser (* 29. Juni 1930 in Höringhausen; † 21. April 2004) war ein deutscher Rechtswissenschaftler und Hochschullehrer an der Universität Augsburg.

## Leben
Nach dem Abitur 1949 in Bad Wildungen studierte Simshäuser ab 1950 Rechtswissenschaften an der Universität Frankfurt am Main. Dort legte er 1955 sein Erstes Juristisches Staatsexamen ab, 1961 folgte nach dem Referendariat in Wiesbaden das zweite Examen. Bereits vor seinem zweiten Examen hatte Simshäuser eine Stellung als wissenschaftlicher Mitarbeiter an der Universität Frankfurt angenommen; danach arbeitete er als Assistent von Helmut Coing. Dort promovierte er 1963 zum Dr. iur. 1971 schloss Simshäuser unter Betreuung von Dieter Simon sein Habilitationsverfahren ab und erhielt die Venia legendi für die Fächer Römisches Recht, Zivilprozessrecht und Bürgerliches Recht.
Anschließend war er kurzzeitig als Privatdozent an der Universität Frankfurt tätig, bevor er 1972 dort zum Professor ernannt wurde. 1976 wechselte er als ordentlicher Professor an die neu gegründete Universität Augsburg, wo er den Lehrstuhl für Bürgerliches Recht innehatte. An der juristischen Fakultät der Universität Augsburg fungierte Simshäuser zwei Mal als Dekan, bevor er 1998 emeritiert wurde. Nachfolger auf seinem Lehrstuhl wurde Christoph Becker.
Simshäuser war verheiratet mit Susanne Simshäuser, der Tochter von Gerhard Schiedermair, mit der er drei gemeinsame Kinder hatte.

## Werk und Werke (Auswahl)
Simshäusers Werk erstreckt sich vor allem auf das Römische Recht und dessen Geschichte. Insbesondere publizierte er zur römischen Gerichtsbarkeit.
- Zur Entwicklung des Verhältnisses von materiellem Recht und Prozessrecht seit Savigny. Eine Untersuchung am Beispiel rechtsfremder Klagen. Gieseking, Bielefeld 1965 (Dissertation).
- Iuridici und Munizipalgerichtsbarkeit in Italien. C.H. Beck, München 1973, ISBN 978-3-406-00661-6 (Habilitationsschrift).